# 祈る聖フランチェスコ (スルバラン、プラド美術館)
『祈る聖フランチェスコ』（いのるせいフランチェスコ、西: San Francisco en oración, 英: Saint Francis in Prayer）は、スペインのバロック絵画の巨匠フランシスコ・デ・スルバランが晩年の1659年にキャンバス上に油彩で制作した絵画である。主題は画家が最もよく取り上げたアッシジの聖フランチェスコである。作品はスペインの画家アウレリアーノ・デ・ベルエーテの所有であったが、後に収集家プラシド・アランゴ・アリアス (Plácido Arango Arias) 氏のコレクションに入り、2015年にスルバランの『無原罪の御宿り』の2作品とともに氏の寄贈でマドリードのプラド美術館に収蔵された。

## 主題
聖フランチェスコは1118年にアッシジに生まれた。もともと裕福な商人の息子であったが、財産を放棄し、信仰の道に入った。1209年に彼の思想に共鳴した同志たちと最初のフランシスコ会を創設し、これが3つのフランシスコ会の礎となった。それぞれの会派の衣服は類似しているが同じではない。聖フランチェスコは様々なヴァージョンでスルバランが最も多く描いた聖人であるが、画家はそれぞれの作品で顧客の指示に合わせなければならず、聖人の衣服も顧客の好みに合わせて表現した。本作の『聖フランチェスコ』は、おそらく作品の委嘱者であった裸足小兄弟会士の衣服を身に着けている。

## 作品
本作は、最終的にセビーリャからマドリードに移住した画家の最後の時期のものである。この時期に、画家の以前の作品に見られたテネブリズム (明暗法) は、より洗練された様式に取って代わられた。すなわち、1650年に、スルバランは色彩の統一性を得るために色彩の幅を広げる決意をし、彼の以前の作品を特徴づけた非常な明暗の対比を取り除いたのである。この変化は大衆の新しい嗜好に応じて様式を刷新しようとする画家の意欲を反映したものであり、本作を画家の以前の聖フランチェスコの絵画と比較するとはっきりとわかる。スルバランは劇的な効果や光と影の対比による叙述の可能性を維持しているが、キアロスクーロは後退し、造形はより柔らかになり、画面は光で満たされている。本作で、画家は以前の暗色が支配的で均一な背景を避け、聖人の人物像を浮き彫りにする輝く青空に取って代えている。
聖人の神との対話は非常に自然主義的に表されている。聖フランチェスコのポーズ、胸の上に置かれた右手、顔の優しい表情 (年齢と禁欲主義の痕跡はない) は、絵画の依頼者が以前の同主題作の謹厳さとは隔たった精神性を表す肖像を求めたことを示唆している。聖人は、頭蓋骨、本、小さな十字架の載った大きな岩の前に跪いているが、それらの事物は非常に質の高い静物描写となっている。
人物像は、熟練したスフマート技法で造形されている。左手が死の象徴である頭蓋骨を持っている一方、右手のポーズは内面の精神性を示している。目は空を見上げているが、熟練した光の描写を見せる美しい顔は祈祷、宣教、悔悛に捧げられた人生を示しているが、神秘主義的な恍惚は表していない。岩の上の物、聖人の腰紐、画家の署名入りの紙片は、非常に精緻なリアリズムで描かれている。夕暮れの太陽の光に照らされ、背後の風景の色彩は雲のある青灰色の空、聖人の茶色の衣服と調和している。左側には、隠遁所があるが、それは聖フランチェスコが自身を幽閉することを望んだ粗末な小屋を想起させる。
本作はまた、以前のより静的な作品に比べると時間の感覚を強調している。本、頭蓋骨、胸に置かれた聖人の右手、見上げる視線は雄弁に、そして連続的に瞑想から祈祷への段階を示唆しているのである。聖人の行動は、本と頭蓋骨が置かれている画面の内部から聖人が見上げる上の空へと移っている。

## スルバランの『聖フランチェスコ』

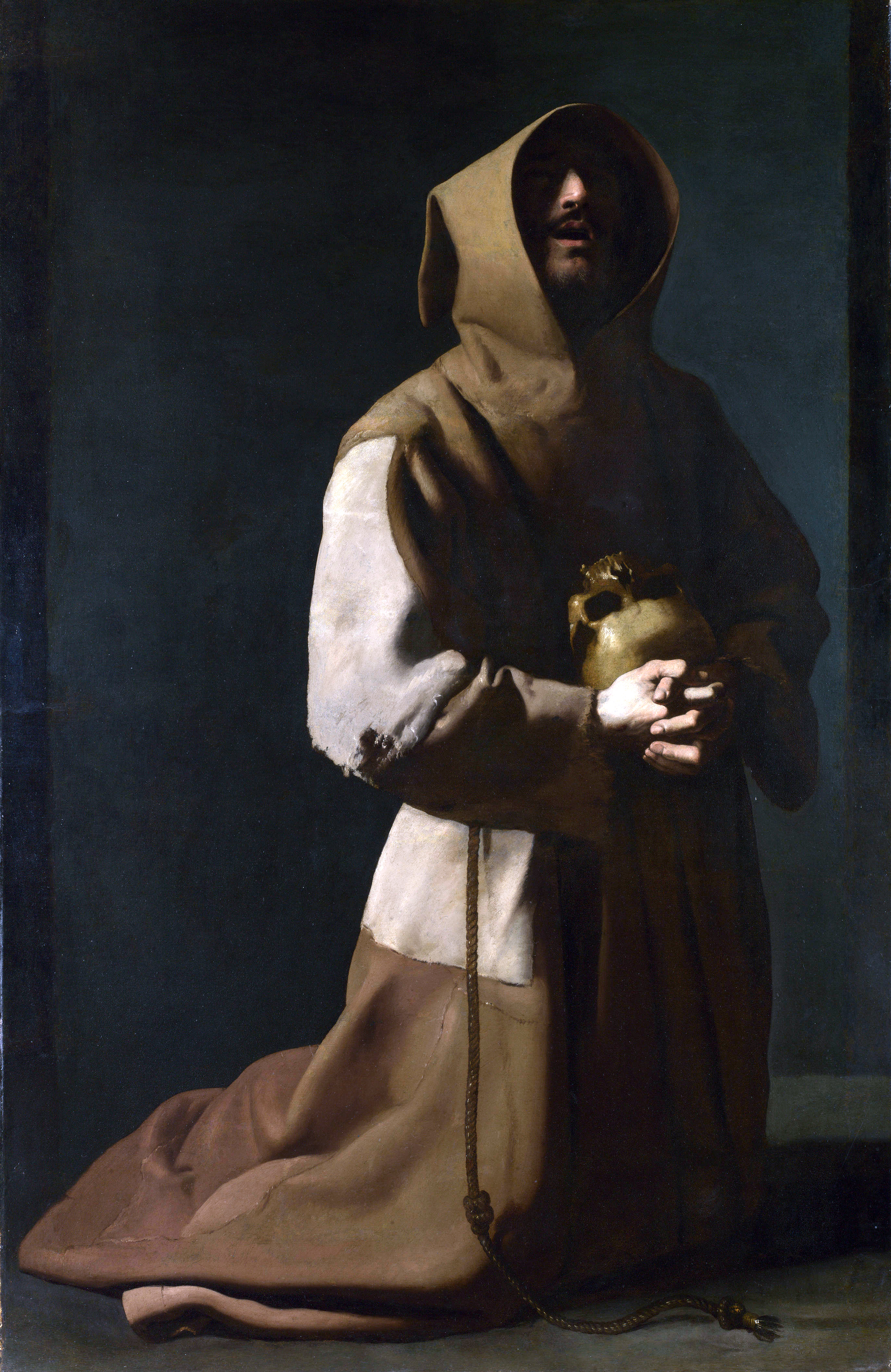
『瞑想する聖フランチェスコ』（1635-1639年）ナショナル・ギャラリー (ロンドン)
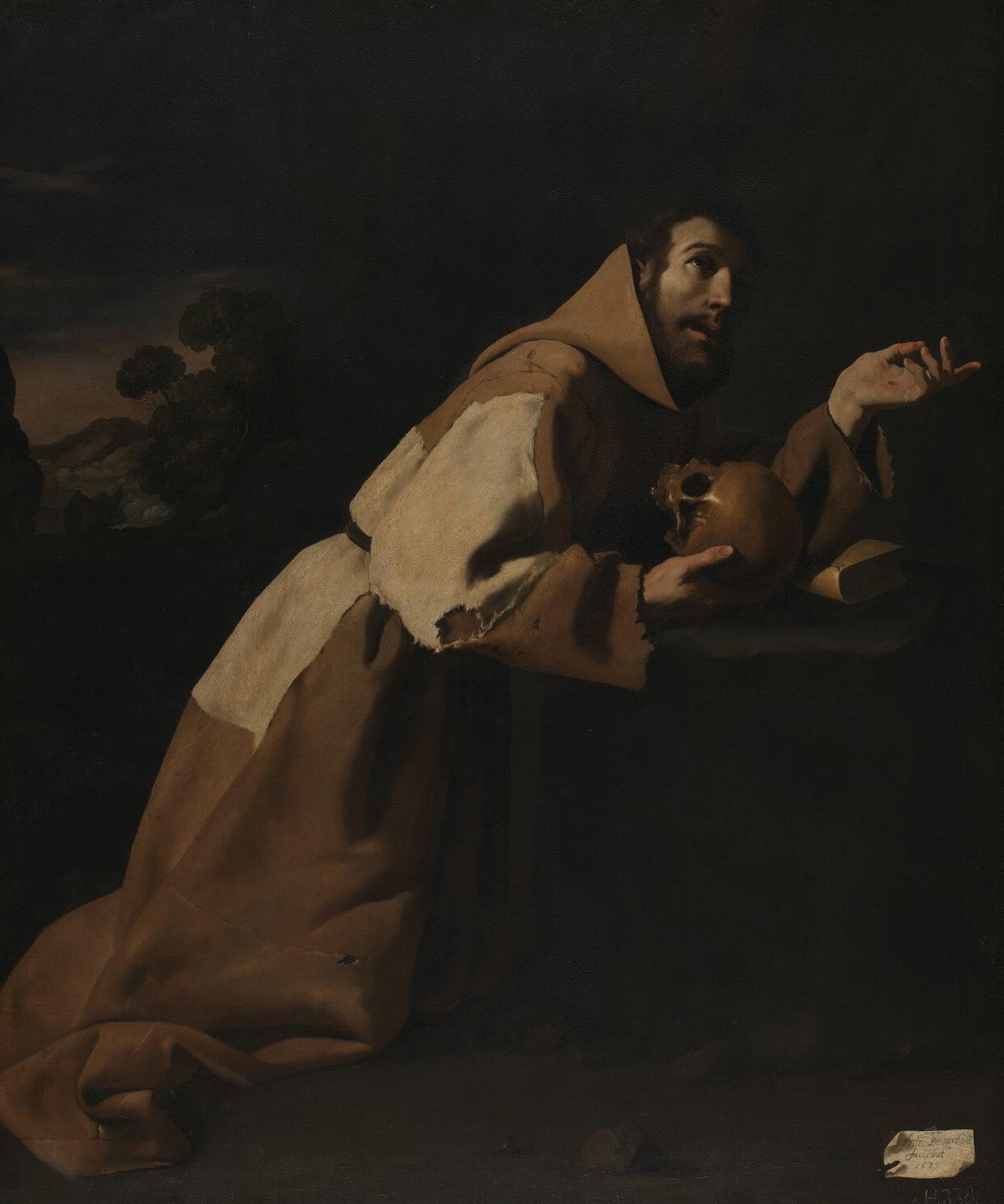
『瞑想する聖フランチェスコ』（1639年）ナショナル・ギャラリー (ロンドン)
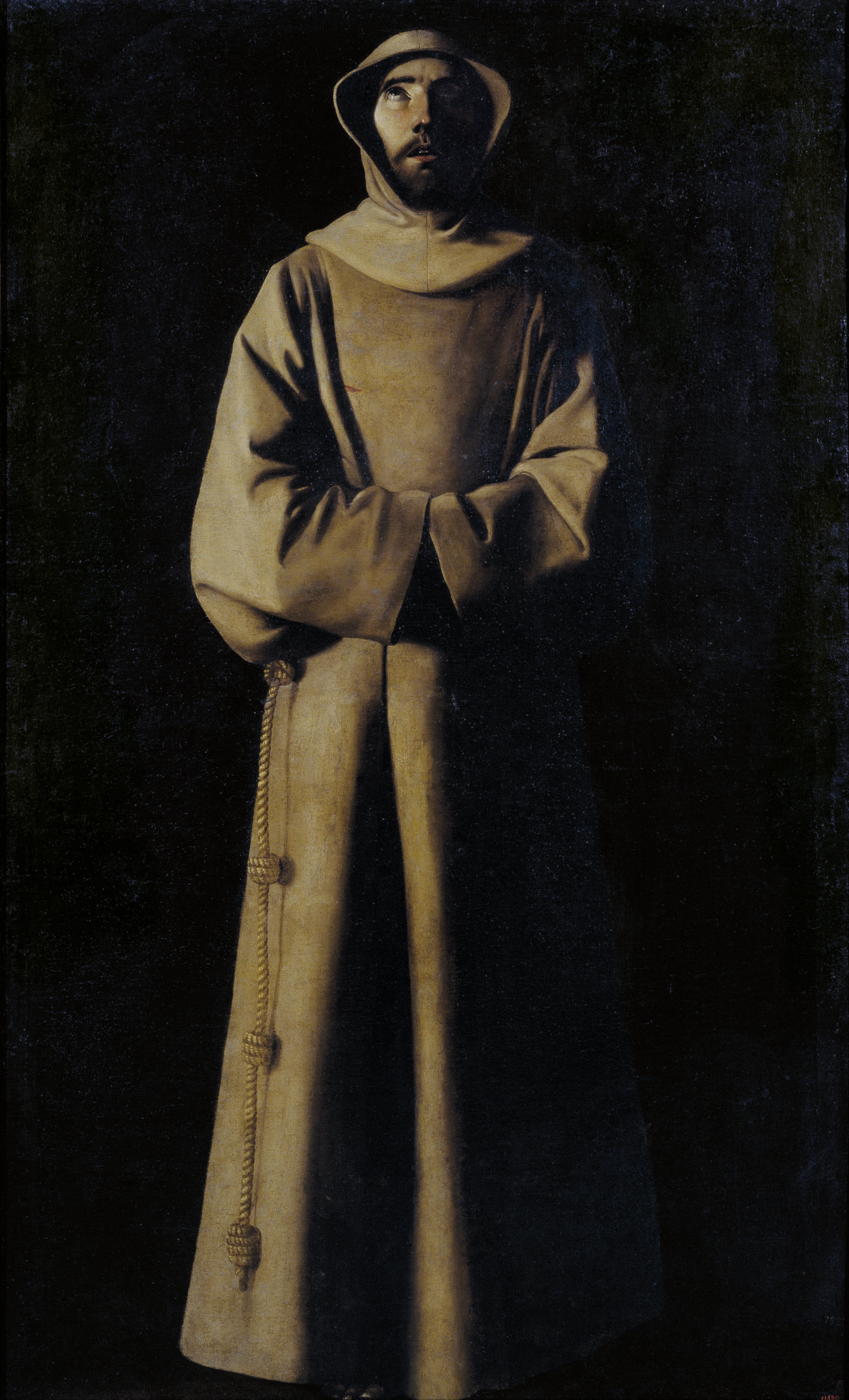
『聖フランチェスコ』（1640年ごろ）カタルーニャ美術館 (バルセロナ)
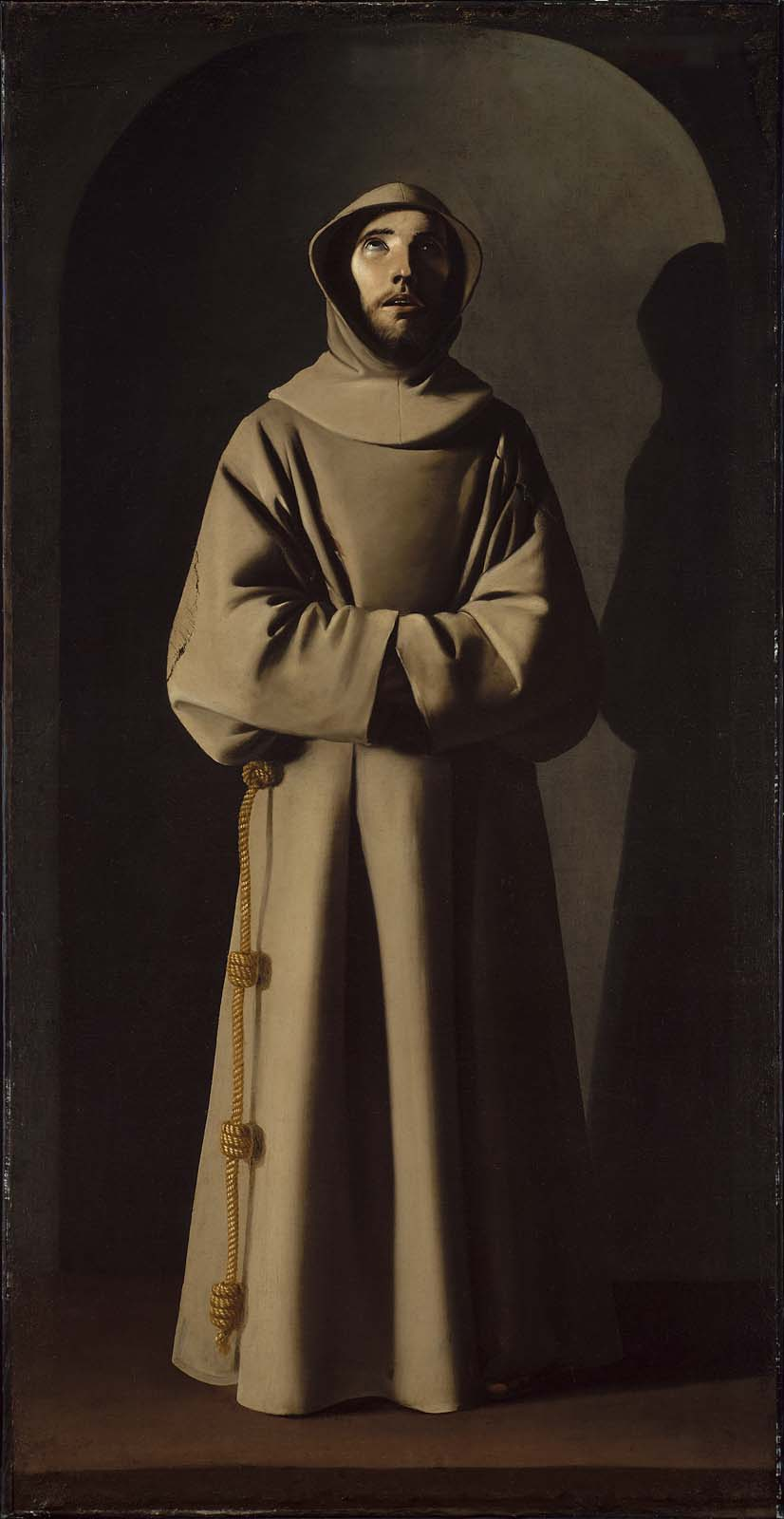
『聖フランチェスコ』（1640-1645年ごろ）ボストン美術館
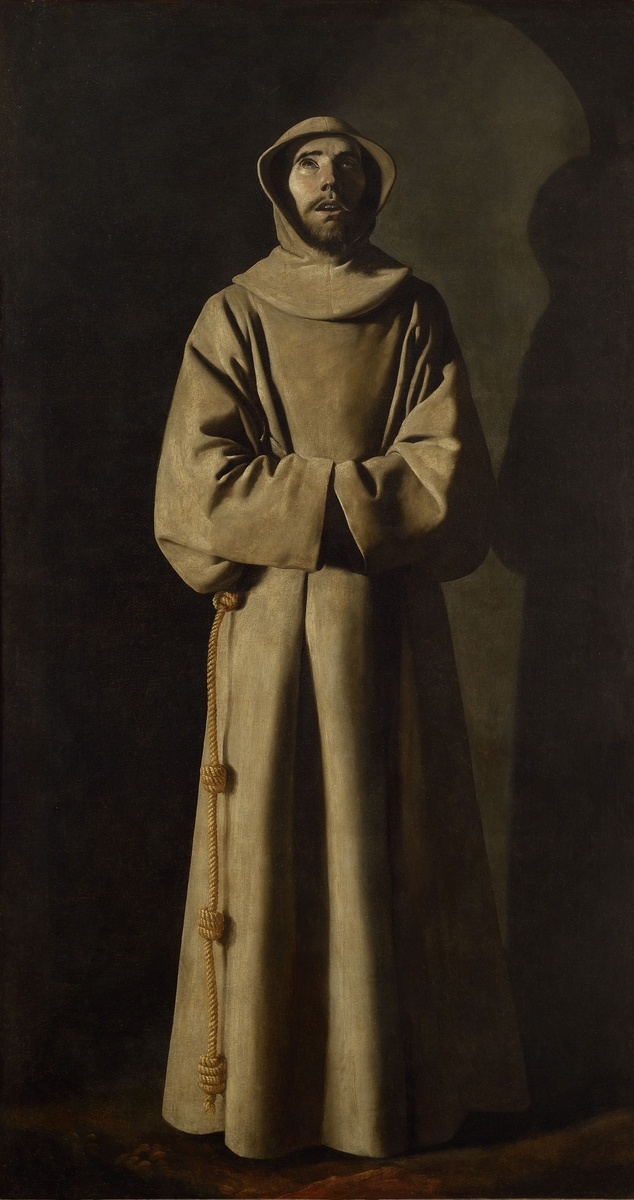
『聖フランチェスコ』（1650-1660年[9]）リヨン美術館
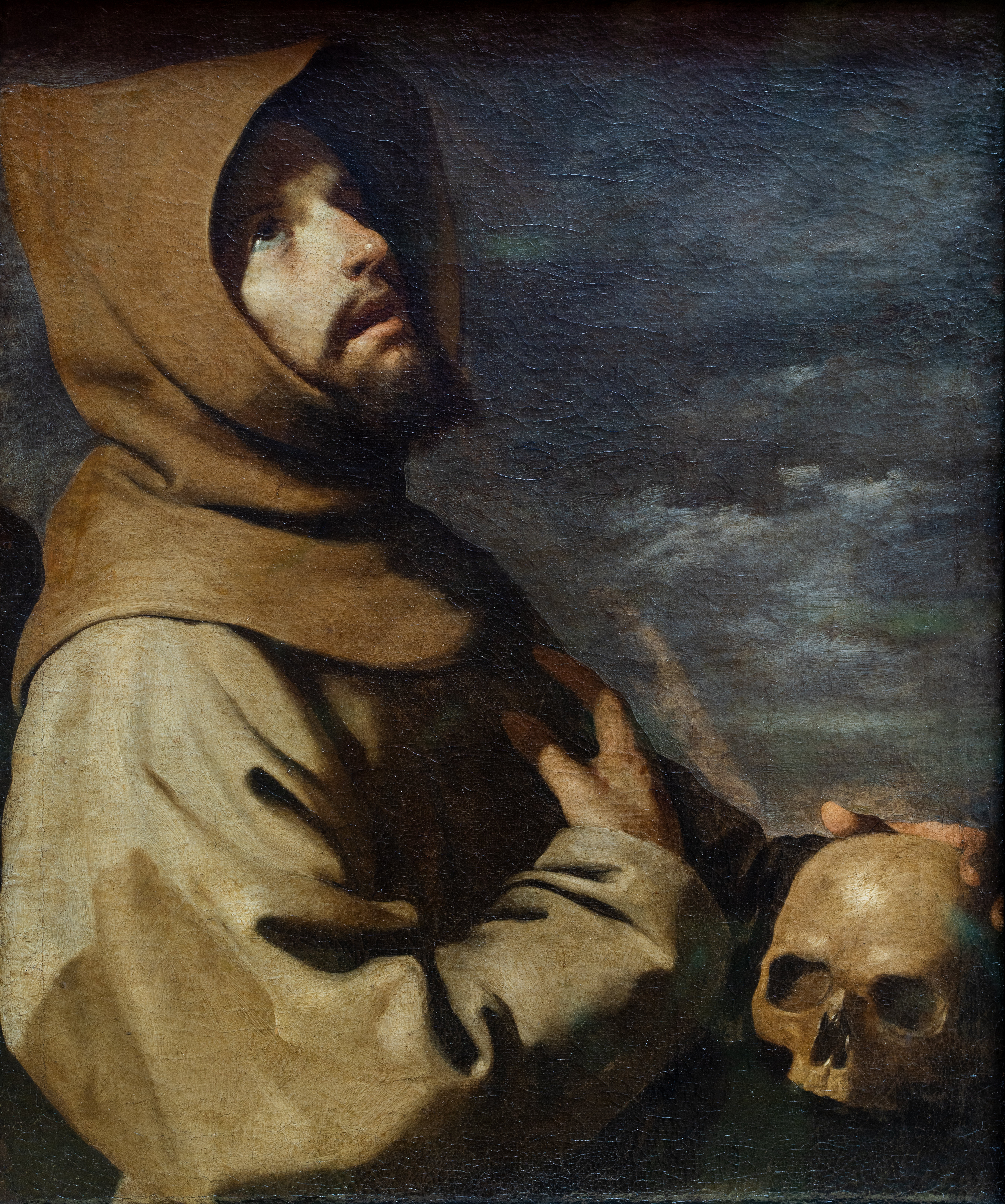
『恍惚の聖フランチェスコ』（1658-1660年）アルテ・ピナコテーク (ミュンヘン)